# Nguyễn Phú Cường
Nguyễn Phú Cường (sinh ngày 19 tháng 6 năm 1967 tại thị xã Tân Uyên, Bình Dương) là một chính trị gia người Việt Nam. Ông nguyên là Ủy viên Ban Chấp hành Trung ương Đảng Cộng sản Việt Nam khóa XIII, Ủy viên Uỷ ban thường vụ Quốc hội, Chủ nhiệm Uỷ ban Tài chính - Ngân sách của Quốc hội khoá XV, Ủy viên Ban chỉ đạo Quốc gia phòng, chống dịch COVID-19.

## Xuất thân và giáo dục
Ngày sinh: 19/6/1967
Ngày vào Đảng: 5/7/1995
Quê quán: phường Tân Phước Khánh, thành phố Tân Uyên, tỉnh Bình Dương
Dân tộc: Kinh
Trình độ lý luận chính trị: Cao cấp
Trình độ chuyên môn: Thạc sĩ Quản lý kinh tế, Cử nhân Tài chính Công nghiệp

## Sự nghiệp
Từ năm 1989-1995: Nhân viên Phòng Ngân sách, Sở Tài chính tỉnh Đồng Nai
- 1995- 1996: Phó Trưởng phòng Phòng Ngân sách, Sở Tài chính tỉnh Đồng Nai
- 1996- 2002: Phó Giám đốc Sở Tài chính tỉnh Đồng Nai; Đại biểu HĐND tỉnh Đồng Nai nhiệm kỳ 1999-2004 (từ 1999); Tỉnh ủy viên nhiệm kỳ 2000-2005 (từ 2000)
- 2003-2005: Tỉnh ủy viên, Thành viên UBND tỉnh, Giám đốc Sở Tài chính tỉnh Đồng Nai
- 2005-2011: Tỉnh ủy viên, Phó Bí thư Thành ủy Biên Hòa, Chủ tịch UBND thành phố Biên Hòa, tỉnh Đồng Nai; Ủy viên dự khuyết Trung ương Đảng khóa XI (1/2011)
- 2011-2014: Ủy viên dự khuyết Trung ương Đảng khóa XI, Bí thư Thành ủy Biên Hòa, Ủy viên Ban Thường vụ Tỉnh ủy Đồng Nai (từ 5/2014); Đại biểu HĐND tỉnh nhiệm kỳ 2011-2016 (từ 2011)
- 11/2014 - 10/2015: Ủy viên dự khuyết Trung ương Đảng khóa XI, Phó Chủ tịch UBND tỉnh Đồng Nai
- 10/2015 - 1/2016: Ủy viên dự khuyết Trung ương Đảng khóa XI; Bí thư Tỉnh ủy Đồng Nai
- 1/2016 - 6/2016: Ủy viên Trung ương Đảng khóa XII (1/2016); Bí thư Tỉnh ủy Đồng Nai
- 6/2016 - 1/2021: Ủy viên Trung ương Đảng khóa XII, Bí thư Tỉnh ủy, Chủ tịch HĐND tỉnh Đồng Nai
- 1/2021 - 7/2021: Ủy viên Trung ương Đảng khóa XIII, Bí thư Tỉnh ủy, Chủ tịch HĐND tỉnh Đồng Nai; Đại biểu Quốc hội khóa XV (7/2021)
Tại Đại hội Đảng bộ tỉnh Đồng Nai khóa 10, nhiệm kỳ 2015-2020, ông được bầu giữ chức Bí thư Tỉnh ủy. Trước đó ông từng giữ chức Giám đốc Sở Tài chính, Chủ tịch UBND TP Biên Hòa rồi Bí thư Thành ủy TP Biên Hòa trước khi bổ nhiệm về làm Phó Chủ tịch UBND tỉnh .
Ngày 15/6/2016, tại kỳ họp thứ nhất, Hội đồng nhân dân tỉnh Đồng Nai khóa IX, nhiệm kỳ 2016-2021, Nguyễn Phú Cường được bầu làm Chủ tịch Hội đồng nhân dân tỉnh khóa IX, với tỷ lệ 98,85% phiếu đồng ý.
Ngày 16/10/2020, Đại hội đại biểu Đảng bộ tỉnh Đồng Nai lần thứ XI, nhiệm kỳ 2020-2025 công bố kết quả bầu Ban chấp hành, Ban Thường vụ, Ủy ban kiểm tra Tỉnh ủy và các chức danh chủ chốt. Ông Nguyễn Phú Cường - bí thư Tỉnh ủy, chủ tịch HĐND tỉnh Đồng Nai - được Ban chấp hành khóa XI bầu chức vụ Bí thư Tỉnh ủy Đồng Nai, nhiệm kỳ 2020-2025.
Ngày 21/07/2021, tại kì họp thứ nhất, Quốc hội Việt Nam khóa XV, được bầu làm Uỷ viên Uỷ ban thường vụ Quốc hội khóa XV, Chủ nhiệm Ủy ban Tài chính Ngân sách của Quốc hội.
Ông tham gia kỳ họp thứ 2 HĐND tỉnh Đồng Nai khóa X với tư cách là Ủy viên Trung ương Đảng, Bí thư Tỉnh uỷ, Ủy viên Ủy ban Thường vụ Quốc hội, Chủ nhiệm Ủy ban Tài chính ngân sách Quốc hội.
Ngày 25 tháng 8 năm 2021, Thủ tướng Chính phủ Phạm Minh Chính ký Quyết định số 1438/QĐ-TTg, bổ nhiệm ông Nguyễn Phú Cường làm Ủy viên Ban chỉ đạo Quốc gia phòng, chống dịch COVID-19.

## Thôi giữ chức vụ và miễn nhiệm
Ngày 15/05/2023 Ban chấp hành trung ương cho ông thôi ủy viên trung ương đảng khóa XIII
Ngày 22/5/2023 tại kỳ họp thứ 5, Quốc hội khóa XV, Quốc hội đã miễn nhiệm chức vụ  Chủ nhiệm Ủy ban Tài chính – Ngân sách và cho thôi làm nhiệm vụ đại biểu Quốc hội đối với ông Nguyễn Phú Cường.

## Quản lý tỉnh
Đại biểu Quốc hội Việt Nam khóa 14 tỉnh Bến Tre Lưu Bình Nhưỡng băn khoăn không biết Bí thư Tỉnh ủy Đồng Nai Nguyễn Phú Cường "quản lý cái gì" khi không nắm được vi phạm của Phó bí thư Phan Thị Mỹ Thanh diễn ra trong thời gian dài.
Trong kỳ họp 23, Ủy ban Kiểm tra Trung ương nêu rõ, Ban Thường vụ Tỉnh ủy Đồng Nai chưa sửa đổi, bổ sung Quy chế làm việc của Tỉnh ủy nhiệm kỳ 2015-2020; thực hiện Quy chế làm việc có nội dung chưa đầy đủ. Có thiếu sót, khuyết điểm trong công tác cán bộ; trong việc quản lý cán bộ, đảng viên đi nước ngoài. Một số dự án đầu tư có sai phạm từ nhiệm kỳ trước, nhưng chưa giải quyết triệt để, gây dư luận bức xúc trong nhân dân. Ông Nguyễn Phú Cường với tư cách người đứng đầu phải chịu trách nhiệm về những thiếu sót, khuyết điểm của Ban Thường vụ Tỉnh ủy nhiệm kỳ 2015-2020.